# Circuit Bugatti
|  | «Circuit de Le Mans» redirigeix aquí. Vegeu-ne altres significats a «Circuit de la Sarthe». |

El circuit Bugatti és un circuit de curses situat a prop de Le Mans (França) que deriva parcialment del clàssic circuit de la Sarthe. El nom és un homenatge a la figura d'Ettore Bugatti, un dissenyador i fabricant d'automòbils italià nacionalitzat francès. El circuit va acollir el Gran Premi de França de Fórmula 1 el 1967 i des del 2000 acull anualment el Gran Premi de França de motociclisme.

## Història

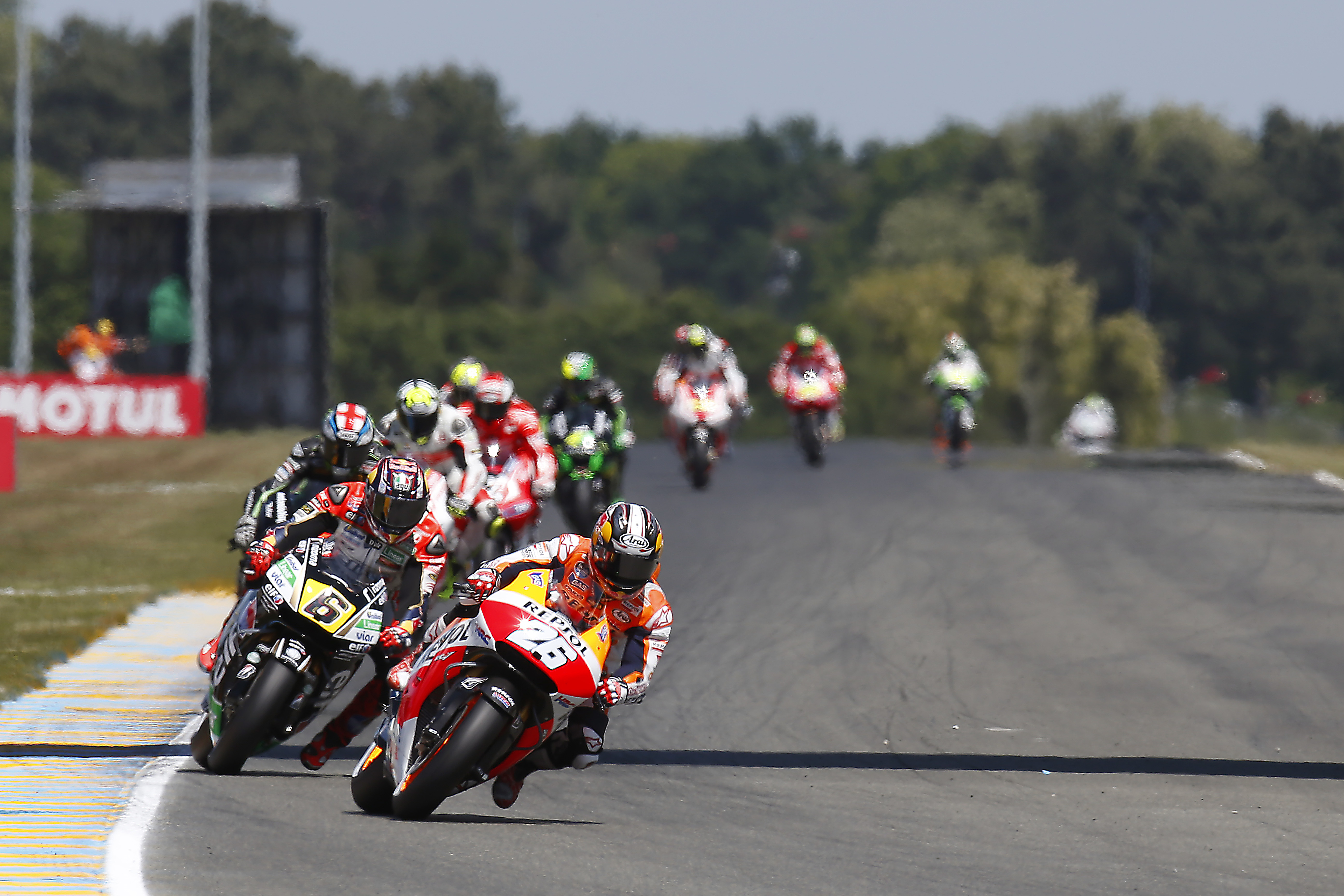
Dani Pedrosa encapçalant la cursa al GP de França del

El circuit Bugatti va ser dissenyat el 1966 a iniciativa de l'Automobile Club de l'Ouest per tal de poder acollir altres tipus de competicions, a més de les clàssiques 24 Hores de Le Mans que es venien disputant al primigeni circuit de la Sarthe. El 18 de setembre d'aquell any mateix es va inaugurar la nova pista, dedicada a la memòria de Bugatti, la qual va acollir el Gran Premi de França de 1967, que guanyà Jack Brabham amb un Brabham.
Pel que fa a les curses de motociclisme, el circuit es va començar a emprar com a seu del Gran Premi de França el 1969, en què Giacomo Agostini va guanyar-hi amb MV Agusta la cursa de 500cc, Santiago Herrero amb l'OSSA Monoscasc la de 250cc, Jean Auréal amb Yamaha la de 125cc i Aalt Toersen amb Kreidler la de 50cc. A partir d'aquella primera edició, la seu el Gran Premi es va anar alternant anualment entre Le Mans, Clermont-Ferrand, Paul Ricard i altres fins que, d'ençà del 2000, s'estabilitzà definitivament a Le Mans.

## Característiques

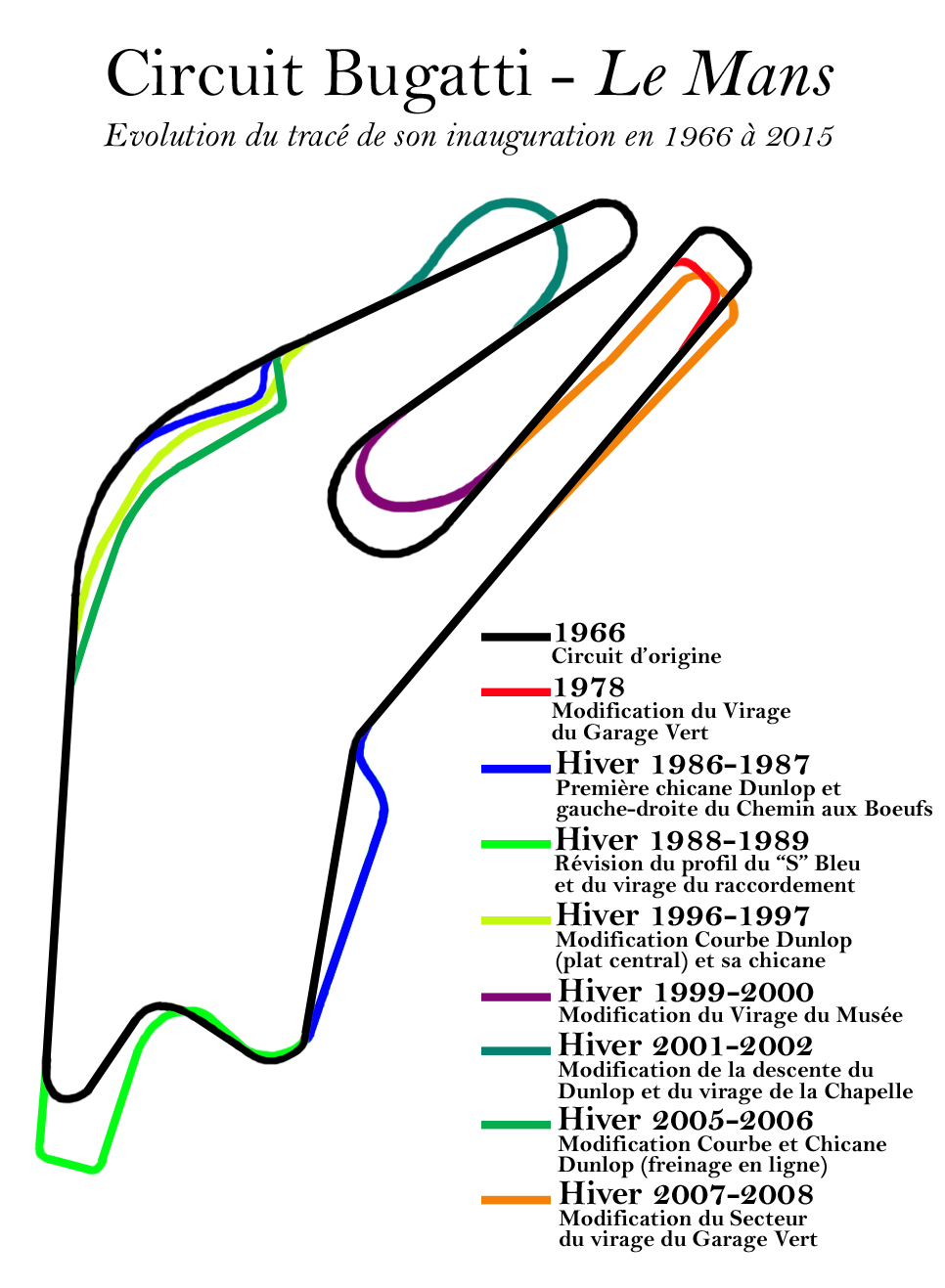
Evolució del traçat (1966-2008)

La pista inicial de 1966 feia un total de 4,422 km de longitud i aprofitava un tram del circuit de la Sarthe, inclosos els boxs, combinada amb una secció separada dissenyada específicament. Al llarg dels anys, sobretot a petició de la FIM per motius de seguretat, el circuit va patir diverses adaptacions i modificacions fins a arribar, després de les del 2008, a una longitud de 4,185 km (la recta més llarga, la de la boxs, mesura uns 450 metres) i un total d'onze revolts. El traçat es recorre en el sentit horari.
A banda dels boxs, els trams del circuit de la Sarthe que són comuns amb el de Bugatti són la xicana Ford (on ambdós traçats empalmen pel punt anomenat Raccordement) i la recta on hi ha el pont Dunlop. En aquest punt de la secció encavalcada dels traçats hi ha un revolt ràpid en sentit esquerra-dreta que es va afegir per qüestions de seguretat en les curses de motociclisme l'any 2002. Els vehicles que giren a l'esquerra continuen pel circuit de la Sarthe en direcció Tertre Rouge i fins a Mulsanne, mentre que els que giren a la dreta pel revolt de La Chapelle continuen pel traçat específic del nou circuit Bugatti, dins el qual hi ha els revolts de Le Musée i Garage Vert, una recta posterior que enllaça amb els revolts del Chemin aux Boeufs, la "S" de Garage Bleu i d'allà, de nou al Raccordement.
Els rècords de volta només es poden comparar entre les motocicletes i els cotxes fins al 2008, quan el circuit mesurava 4,180 km, i els ostenten Valentino Rossi amb una Yamaha YZR-M1 a 1'32"678 per a les motos i Mika Häkkinen amb un Mercedes-AMG a 1'30"713 per als cotxes. En l'última configuració, a partir del 2008, el rècord de la volta en motocicleta és de Marc Márquez, amb un temps de 1'32"312 assolit al Gran Premi de França del 2018.

## Esdeveniments
A banda dels dos Grans Premis de França (Fórmula 1 i motociclisme), entre les competicions que ha acollit en el passat el circuit Bugatti hi ha el DTM, el Campionat del Món de Superbike i algunes edicions del Bol d'Or. Actualment, els esdeveniments més importants que acull són, a més del Gran Premi de motociclisme, les 24 Hores de Le Mans (una cursa del Campionat del Món de resistència) i les proves dels campionats de motociclisme de França.

## Galeria

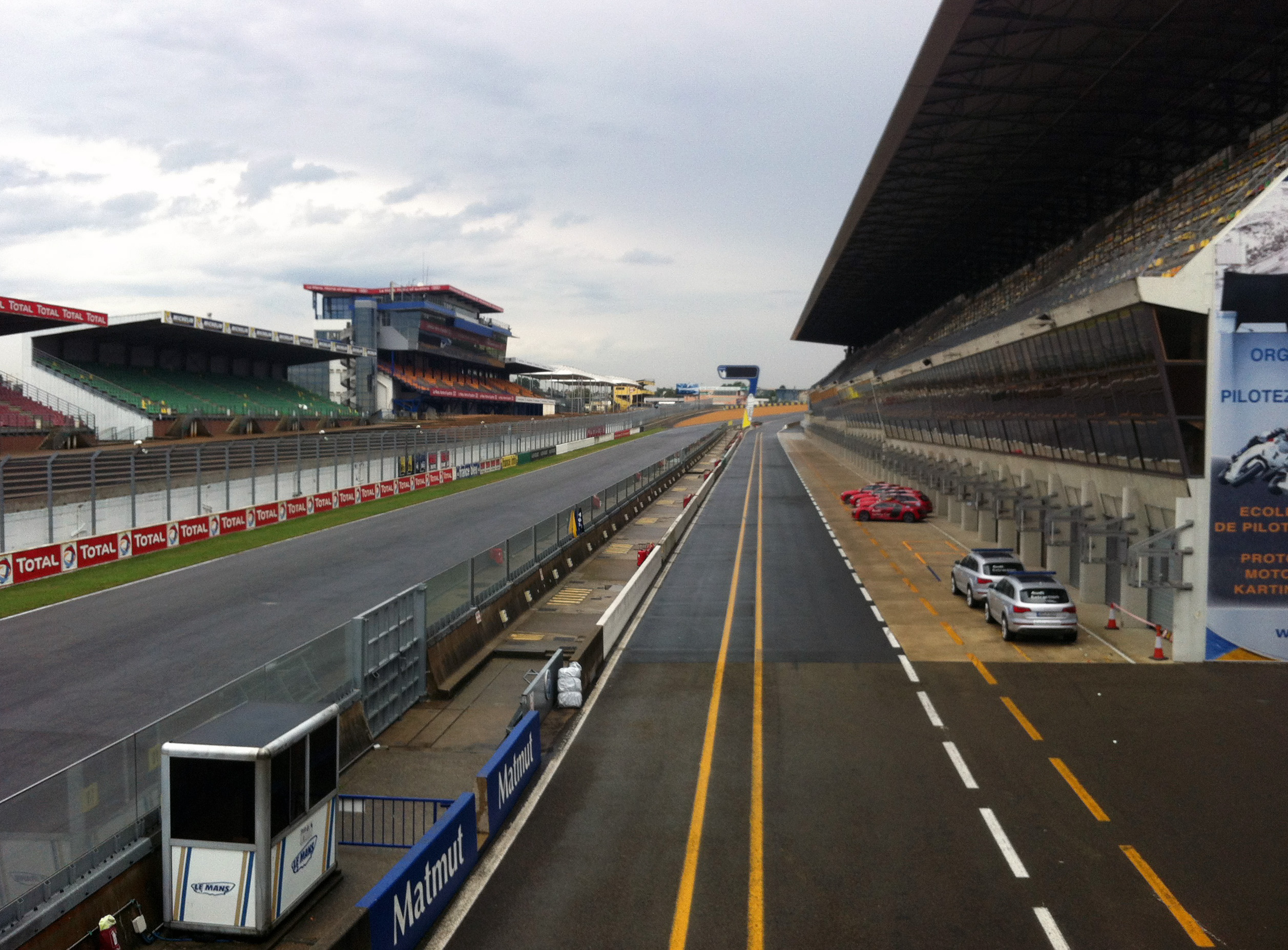
La graderia, la recta i les tribunes
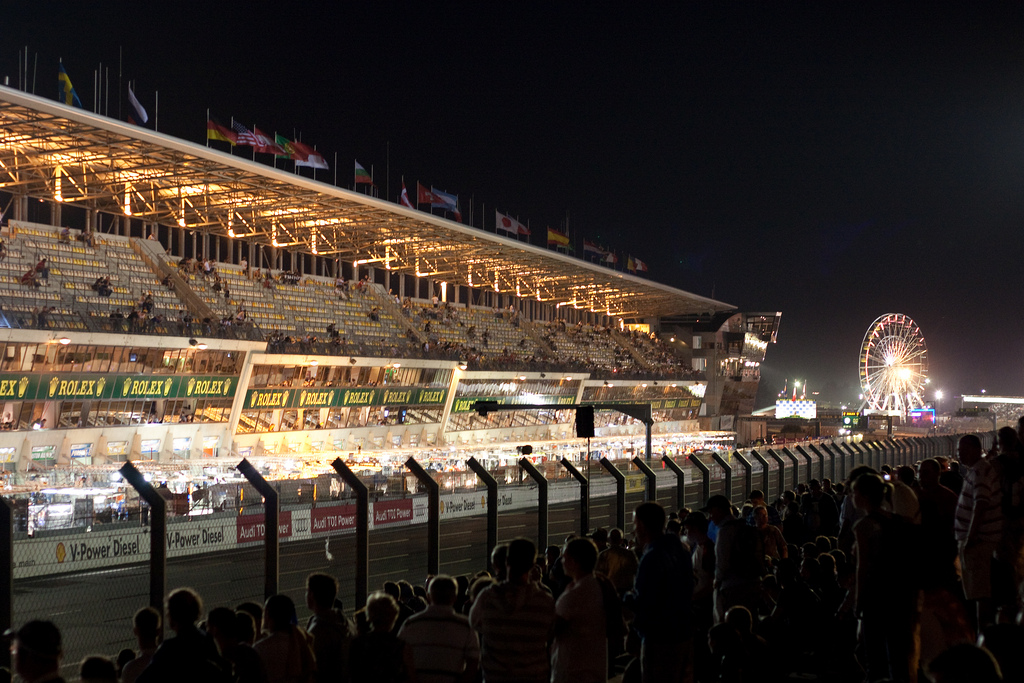
La recta i la tribuna principal de nit
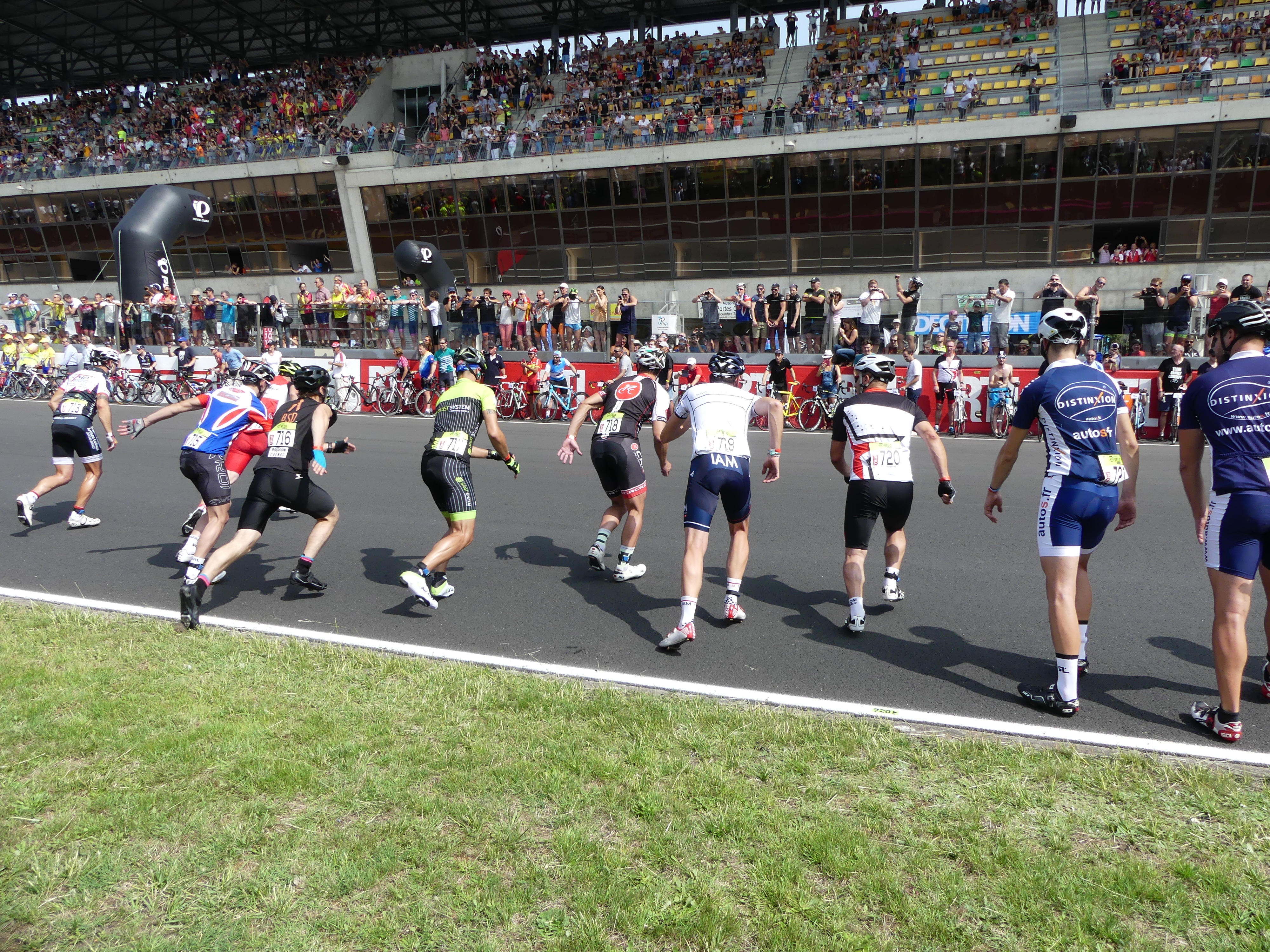
Sortida de les 24 Hores ciclistes de Le Mans el 2017
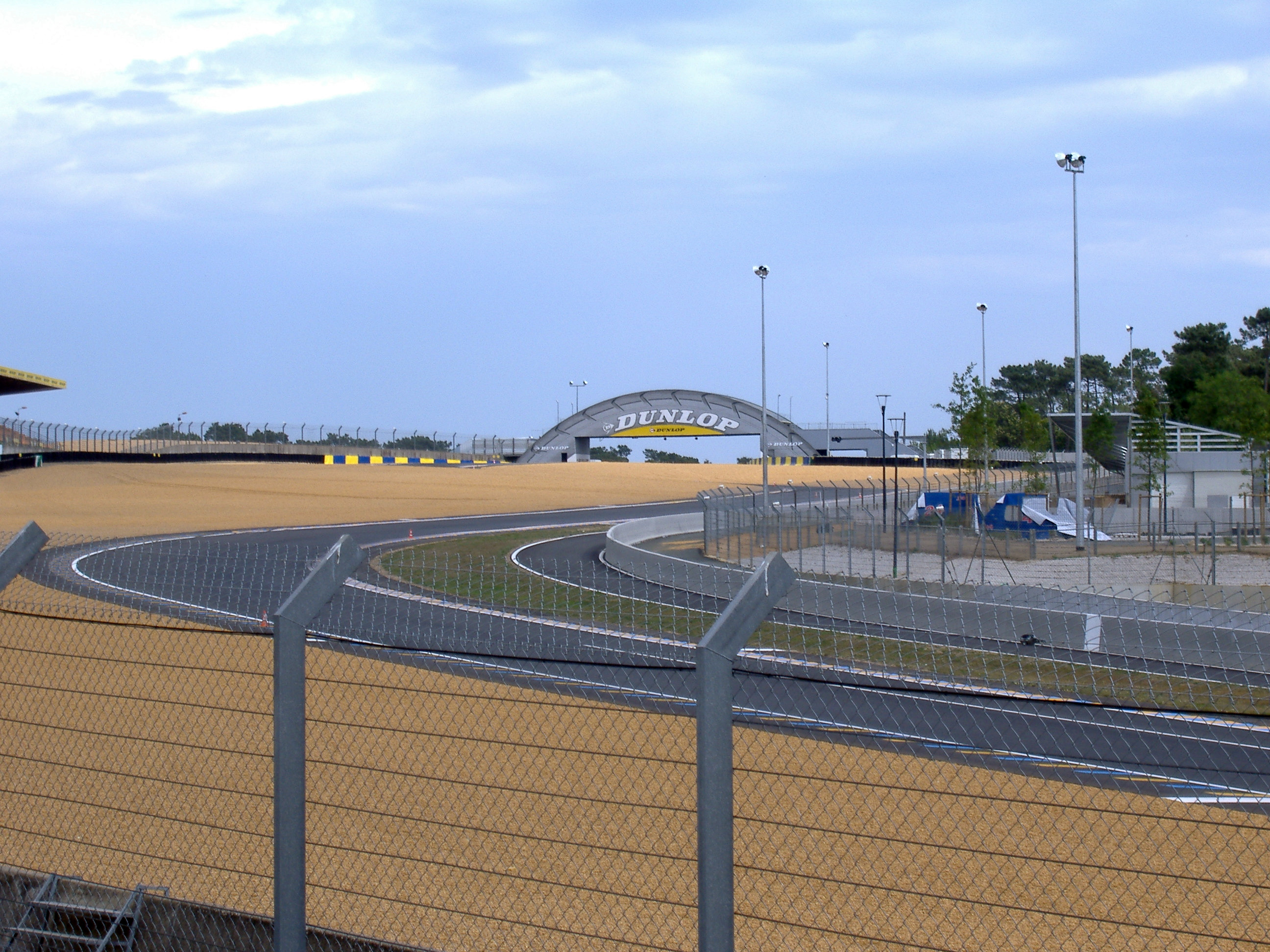
Els revolts Dunlop el 2006
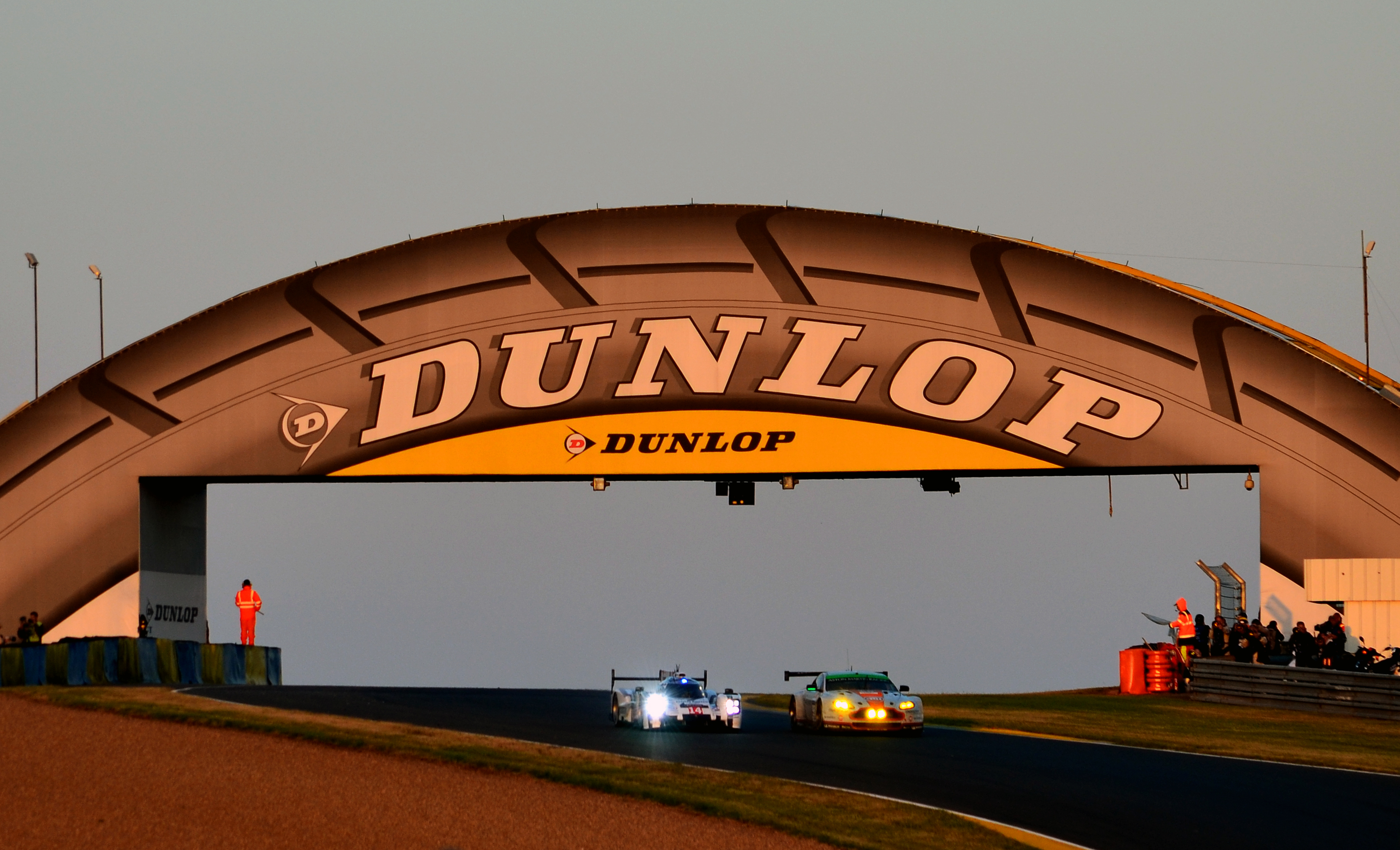
El pont Dunlop vora els revolts homònims